# Перминов, Николай Власович
Николай Власович Перминов (1893—1972) — советский военачальник, один из основателей и организаторов авиации дальнего действия СССР, генерал-лейтенант авиации (19.08.1944).

## Биография
Родился в 1893 году в городе Казань Российской Империи. Русский.
В РККА с 1918 года. Участник Гражданской войны, воевал на Восточном фронте. После войны в должности командира эскадрона  продолжил службу в Красной Армии. В 30-е годы служит в Военно-воздушных силах Белорусского военного округа, в том числе в Витебской авиабригаде, начальник связи 201-й АБр. Член ВКП(б) с 1939 года.
В Великой Отечественной войне с 22 июня 1941 года в должности начальника штаба 52-й авиационной дивизии ГК которая принимала участие в боях на Западном и Юго-Западном фронтах в составе 3-го авиационного корпуса дальней бомбардировочной авиации.
В августе 1941 года Перминов назначается начальником штаба 22-й авиационной дивизии ГК, в июне 1942 года за успешную боевую работу награжден орденом Красного Знамени.
20 июня 1942 года полковник Перминов назначается начальником штаба 62-й авиационной дивизии дальнего действия сформированной на базе 22-й авиационной дивизии ГК, руководя штабом дивизии принимает участие в Сталинградской битве.
20 мая  1943 года генерал-майор авиации Перминов назначается начальником штаба 6-го авиационного корпуса дальнего действия который принимает участие в Белгородско-Харьковской, Донбасской, Новороссийско-Таманской, Красносельско-Ропшинской, Ленинградско-Новгородской, Бобруйской и Белостокской наступательных операциях.
За умелое и мужественное руководство боевыми операциями и за достигнутые в результате этих операций успехи Указом Президиума Верховного Совета СССР от 18 сентября 1943 года генерал-майор авиации Перминов  награжден орденом Суворова II степени.
В июле 1944 года Перминов назначается начальником штаба Авиации дальнего действия СССР, на этом посту проявил свои лучшие организаторские способности по формированию и применению дальней авиации в стратегических наступательных операциях Красной Армии на завершающем этапе Великой Отечественной войны.
19 августа  1944 года Перминову присвоено звание генерал-лейтенант авиации.
С декабря 1944 года — начальник штаба 18-й воздушной армией, с непосредственным подчинением Ставке ВГК (через штаб ВВС), в которой была собрана вся дальнебомбардировочная авиация РККА: 5 бомбардировочных корпусов авиации дальнего действия (1-й гвардейский Смоленский, 2-й гвардейский Брянский, 3-й гвардейский Сталинградский, 4-й гвардейский Гомельский и 19-й) и 4 отдельные бомбардировочные авиадивизии. Всего в состав армии входили 22 авиадивизии. Управление армии размещалось в Москве, командный пункт — в Бресте.
В 1945 году армия участвовала во всех стратегических операциях, проводившихся советскими войсками в Европе. Ее соединения и части наносили массированные удары по наиболее важным, мощным и удаленным объектам противника, во взаимодействии с фронтовой авиацией оказывали существенную помощь наступавшим советским войскам. В течение января — апреля 1945 года армия подвергла бомбовым ударам многие важные железнодорожные узлы и порты Германии. В мае ее соединения бомбили порт и город Свинемюнде (Свиноуйсьце) и окруженную группировку противника в Бреслау (Вроцлав).
За умелое и мужественное руководство боевыми операциями на завершающем этапе войны генерал-лейтенант авиации Перминов был награжден орденами Кутузова 1-й ст. и Богдана Хмельницкого 1-й ст.
За время войны генерал Перминов был дважды  персонально упомянут в благодарственных в приказах Верховного Главнокомандующего.
После войны генерал-лейтенант авиации Перминов продолжил службу в Советской Армии.
Умер в августе 1972 году.  Похоронен в Москве на Рогожском кладбище.

## Награды
- орден Ленина (21.02.1945)[8]
- три ордена Красного Знамени (20.06.1942[9], 03.11.1944[8], 20.06.1949[8])
- орден Кутузова I степени (14.04.1945)[10]
- орден Богдана Хмельницкого I степени (29.05.1945)[11]
- орден Суворова II степени (18.09.1943)[9]
- Орден Красной Звезды (28.10.1967)[12]

медали в том числе:
- - «XX лет Рабоче-Крестьянской Красной Армии» (1938)[9]
  - «За оборону Сталинграда» (07.07.1943)[9]
  - «За оборону Кавказа»
  - «За победу над Германией в Великой Отечественной войне 1941—1945 гг.» (22.06.1945)[13]
  - «За взятие Кёнигсберга»
  - «За взятие Берлина»

Приказы (благодарности) Верховного Главнокомандующего в которых отмечен Н. В. Перминов.
- За овладение городом и крепостью Гданьск (Данциг) — важнейшим портом и первоклассной военно-морской базой немцев на Балтийском море. 30 марта 1945 года. № 319.
- За овладение крепостью и главным городом Восточной Пруссии Кенигсберг — стратегически важным узлом обороны немцев на Балтийском море. 9 апреля 1945 года. № 333

Других государств
 ПНР:
- Орден «Крест Грюнвальда» II степени  (1945)
- Крест Храбрых (19.12.1968)

 Югославия:
- Орден Партизанской звезды I степени